# Piet de Vries (architect)
Piet de Vries (Oostvoorne, 15 februari 1897 – Bergen, 14 augustus 1992) was een Nederlands architect.

## Beknopte biografie
Als zesjarige jongen verhuisde hij met zijn ouders naar Minnertsga. In Leeuwarden volgde hij de middelbare technische school (mts). Leraren op deze school waren Doeke Meintema,  Andries Baart sr. en Geert Stapenséa. In Amsterdam volgde hij praktijkopleiding bij Harry Elte en werkte hij op het bureau van Eduard Cuypers. In 1924 vestigde hij zich als zelfstandig architect in Leeuwarden. In de eerste jaren overheersten de invloeden van de Amsterdamse School, maar neigde later naar de Delftse School.
In zijn werkzame tijd hoorde hij met Abe Bonnema, Jo Vegter en Gunnar Daan tot de bekendste architecten in Friesland. In 2021 werd in Tresoar een expositie gehouden over zijn werk.. Over Piet de Vries is een boek verschenen: Piet de Vries, een beeldhouwend architect. De Stichting Piet de Vries heeft als doel het in stand houden van de atelierwoning aan de Druifstreek 63 te Leeuwarden.

## Werken (selectie)
| Jaar | Plaats      | Werk                                                            | Bijzonderheden                                          | Afbeelding                |
| ---- | ----------- | --------------------------------------------------------------- | ------------------------------------------------------- | ------------------------- |
| 1925 | Pieterburen | Villaboerderij Themaheerdt                                      | Rijksmonument                                           |                           |
| 1929 | Leeuwarden  | Dubbel herenhuis Groningerstraatweg 32-34                       | Rijksmonument                                           |                           |
| 1932 | Leeuwarden  | Atelierwoning Druifstreek 63                                    | Rijksmonument, in beheer van de Stichting Piet de Vries | Druifstreek 63 Leeuwarden |
| 1935 | Bergum      | Gemeentehuis Tietjerksteradeel                                  | Uitbreiding door Abe Bonnema                            |                           |
| 1936 | Leeuwarden  | Tandartspraktijk met bovenwoning Ruiterskwartier 111, Hoogstins | Rijksmonument                                           |                           |
| 1940 | Rauwerd     | Raadhuis Rauwerderhem                                           |                                                         |                           |
| 1942 | Harlingen   | Pakhuis Schritsen 47-49                                         | Rijksmonument                                           |                           |
| 1956 | Leeuwarden  | Telefoongebouw Tweebaksmarkt 23                                 |                                                         |                           |
| 1958 | Heerenveen  | Rijkskweekschool Thorbeckestraat 2                              | Gemeentelijk monument                                   |                           |
| 1966 | Stavoren    | J.L. Hooglandgemaal                                             | Rijksmonument                                           |                           |

- Biografisch Portaal: 18511309
- Gemeinsame Normdatei: 1089113471
- RKD-Nederlands Instituut voor Kunstgeschiedenis: 114303
- Virtual International Authority File: 354145857117122922520